# Tegostoma pseudonoctua
Tegostoma pseudonoctua là một loài bướm đêm trong họ Crambidae. Chúng thường được tìm thấy ở Niger.